# Lâu Dương Sinh
Lâu Dương Sinh (tiếng Trung: 楼阳生; bính âm: Lóu Yángshēng; sinh tháng 10 năm 1959) là chính khách nước Cộng hòa Nhân dân Trung Hoa. Ông là Ủy viên Ủy ban Trung ương Đảng Cộng sản Trung Quốc khóa XX, khóa XIX, hiện là Bí thư Tỉnh ủy, Chủ nhiệm Ủy ban Thường vụ Nhân Đại tỉnh Hà Nam. Ông nguyên là Bí thư Tỉnh ủy tỉnh Sơn Tây; Phó Bí thư Tỉnh ủy, Bí thư Đảng tổ, Tỉnh trưởng Chính phủ Nhân dân tỉnh Sơn Tây.
Lâu Dương Sinh bắt đầu sự nghiệp chính trị ở tỉnh Chiết Giang từng đảm nhiệm Bí thư Tỉnh Đoàn Chiết Giang, Phó Chủ tịch Chính hiệp Chiết Giang kiêm Trưởng Ban Công tác Mặt trận Thống nhất Tỉnh ủy Chiết Giang trước khi chuyển công tác làm Trưởng Ban Tổ chức Tỉnh ủy của hai tỉnh Hải Nam và Hồ Bắc. Năm 2014, sau khi chiến dịch chống tham nhũng sâu rộng do Tập Cận Bình phát động "quét" tới tỉnh Sơn Tây khiến ít nhất 8 quan chức đảng ở Sơn Tây bị bắt để điều tra tham nhũng thì vào tháng 6 năm 2014, Lâu Dương Sinh được điều về làm Phó Bí thư Tỉnh ủy Sơn Tây thay cho ông Kim Đạo Minh đã bị bắt giữ vào tháng 2 năm 2014 để điều tra vì hành vi tham nhũng. Tháng 8 năm 2016, sau khi Tỉnh trưởng Sơn Tây Lý Tiểu Bằng từ chức để về Bắc Kinh làm Bộ trưởng Giao thông, Lâu Dương Sinh được bổ nhiệm làm quyền Tỉnh trưởng thay thế và đến tháng 11 năm 2016, ông chính thức được bầu giữ chức vụ Tỉnh trưởng Chính phủ nhân dân tỉnh Sơn Tây.

## Xuất thân và giáo dục
Lâu Dương Sinh là người Hán sinh tháng 10 năm 1959, người Phố Giang, tỉnh Chiết Giang. Tháng 3 năm 1978 đến tháng 1 năm 1982, Lâu Dương Sinh theo học chuyên ngành toán học khoa toán học tại Học viện Sư phạm Chiết Giang nay thuộc Đại học Sư phạm Chiết Giang. Tháng 9 năm 1994 đến tháng 6 năm 1997, ông theo học nghiên cứu sinh tại chức chuyên ngành quản trị kinh doanh, Học viện Quản trị kinh doanh thuộc Đại học Chiết Giang và được trao học vị thạc sĩ quản trị kinh doanh. Tháng 11 năm 1998 đến tháng 6 năm 1999, ông theo học lớp nghiên cứu quản lý kinh tế tại Đại học Houston, Hoa Kỳ.

## Sự nghiệp

### Thời kỳ đầu
Tháng 8 năm 1976, thời kỳ Cách mạng Văn hoá, Lâu Dương Sinh là thanh niên trí thức tham gia đội sản xuất ở nông thôn tại công xã Thất Lí, huyện Phố Giang, thành phố Kim Hoa, tỉnh Chiết Giang. Tháng 11 năm 1981, Lâu Dương Sinh gia nhập Đảng Cộng sản Trung Quốc. Tháng 1 năm 1982, sau khi tốt nghiệp, Lâu Dương Sinh được phân phối về làm giáo viên giảng dạy ở trung học Long Du, huyện Long Du, thành phố Cù Châu, tỉnh Chiết Giang.
Tháng 2 năm 1984, Lâu Dương Sinh chuyển sang hoạt động trong tổ chức Đoàn Thanh niên Cộng sản và được bổ nhiệm làm Bí thư Đoàn Thanh niên Cộng sản Huyện ủy Long Du tức Bí thư Huyện Đoàn Long Du thuộc tỉnh Chiết Giang. Tháng 12 năm 1984 đến tháng 1 năm 1986, ông kiêm nhiệm chức vụ Phó Bí thư Khu ủy Tháp Thạch, huyện Long Du. Tháng 1 năm 1986, ông được bổ nhiệm giữ chức Bí thư Khu ủy Tháp Thạch, huyện Long Du. Tháng 11 năm 1986, ông được bổ nhiệm làm Phó Trưởng Ban Tổ chức Huyện ủy Long Du. Tháng 2 năm 1987, ông được bầu làm Ủy viên Ban Thường vụ Huyện ủy Long Du kiêm Trưởng Ban Tuyên truyền Huyện ủy Long Du.
Tháng 10 năm 1989, Lâu Dương Sinh được luân chuyển làm Phó Bí thư Đoàn Thanh niên Cộng sản Thành ủy Cù Châu, tỉnh Chiết Giang. Tháng 11 năm 1989, ông được bổ nhiệm giữ chức Bí thư Đoàn Thanh niên Cộng sản Thành ủy Cù Châu tức Bí thư Thành Đoàn Cù Châu. Tháng 10 năm 1991, ông được bổ nhiệm làm Phó Bí thư Đoàn Thanh niên Cộng sản Tỉnh ủy Chiết Giang. Tháng 1 năm 1996, ông được bổ nhiệm giữ chức Bí thư Đoàn Thanh niên Cộng sản Tỉnh ủy Chiết Giang tức Bí thư Tỉnh Đoàn Chiết Giang. Tháng 11 năm 1999, Lâu Dương Sinh được luân chuyển làm Phó Bí thư Thành ủy Kim Hoa kiêm Bí thư Ủy ban Chính trị Pháp luật Thành ủy Kim Hoa, Hiệu trưởng Trường Đảng Thành ủy Kim Hoa thuộc tỉnh Chiết Giang. Tháng 3 năm 2002, ông được bổ nhiệm làm Phó Bí thư Thành ủy Kim Hoa, Thị trưởng Chính phủ nhân dân thành phố Kim Hoa.
Tháng 2 năm 2003, ông được bổ nhiệm làm Bí thư Thành ủy Lệ Thủy, tỉnh Chiết Giang. Tháng 4 năm 2003, ông được bầu kiêm nhiệm chức vụ Chủ nhiệm Ủy ban Thường vụ Đại hội đại biểu nhân dân thành phố Lệ Thủy. Tháng 1 năm 2006, ông thôi kiêm nhiệm chức vụ Chủ nhiệm Ủy ban Thường vụ Đại hội đại biểu nhân dân thành phố Lệ Thủy. Tháng 1 năm 2008, Lâu Dương Sinh được bầu làm Phó Chủ tịch Ủy ban Hội nghị Hiệp thương Chính trị Nhân dân Trung Quốc tỉnh Chiết Giang kiêm Trưởng Ban Công tác Mặt trận Thống nhất Tỉnh ủy Chiết Giang, Bí thư Thành ủy Lệ Thủy. Tháng 2 năm 2008, ông thôi giữ chức Bí thư Thành ủy Lệ Thủy.

### Các địa phương
Tháng 1 năm 2009, Lâu Dương Sinh được luân chuyển làm Ủy viên Ban Thường vụ Tỉnh ủy Hải Nam kiêm Trưởng Ban Tổ chức Tỉnh ủy Hải Nam. Tháng 2 năm 2010, ông kiêm nhiệm chức vụ Bí thư Ủy ban Công tác Giáo dục Tỉnh ủy Hải Nam. Tháng 3 năm 2012, Lâu Dương Sinh được luân chuyển giữ chức Ủy viên Ban Thường vụ Tỉnh ủy Hồ Bắc kiêm Trưởng Ban Tổ chức Tỉnh ủy Hồ Bắc. Tháng 5 năm 2012, ông kiêm nhiệm chức vụ Hiệu trưởng Trường Đảng Tỉnh ủy Hồ Bắc.

### Sơn Tây
Năm 2014, Sơn Tây (Trung Quốc) được coi là tỉnh trọng điểm trong chiến dịch chống tham nhũng, với việc hơn một nửa ban lãnh đạo tại đây bị điều tra, trong đó có ông Lệnh Chính Sách, anh trai của cựu Chủ nhiệm Văn phòng Trung ương Đảng Cộng sản Trung Quốc Lệnh Kế Hoạch. Tháng 6 năm 2014, Lâu Dương Sinh được luân chuyển về làm Phó Bí thư Tỉnh ủy Sơn Tây kiêm Hiệu trưởng Trường Đảng Tỉnh ủy Sơn Tây thay thế Kim Đạo Minh, người đã bị bắt giữ vào tháng 2 năm 2014 sau khi Ủy ban Kiểm tra Kỷ luật Trung ương tuyên bố điều tra Kim Đạo Minh vì hành vi tham nhũng và Kim Đạo Minh đã bị kết án tù chung thân vì hành vi của mình.
Ngày 30 tháng 8 năm 2016, hội nghị lần thứ 28 của Ủy ban Thường vụ Đại hội đại biểu nhân dân khóa XII tỉnh Sơn Tây quyết định chấp nhận đơn từ chức Tỉnh trưởng Sơn Tây của ông Lý Tiểu Bằng, do biến động công tác đồng thời bổ nhiệm Lâu Dương Sinh làm quyền Tỉnh trưởng Chính phủ nhân dân tỉnh Sơn Tây. Ngày 28 tháng 11 năm 2016, ông chính thức được bầu giữ chức vụ Tỉnh trưởng Chính phủ nhân dân tỉnh Sơn Tây. Ngày 24 tháng 10 năm 2017, tại phiên bế mạc của Đại hội Đảng Cộng sản Trung Quốc lần thứ XIX, Lâu Dương Sinh được bầu làm Ủy viên Ban Chấp hành Trung ương Đảng Cộng sản Trung Quốc khóa XIX. Ngày 30 tháng 1 năm 2018, tại hội nghị lần thứ nhất của Đại hội đại biểu nhân dân khóa XIII tỉnh Sơn Tây, ông được bầu tái đắc cử chức vụ Tỉnh trưởng Chính phủ nhân dân tỉnh Sơn Tây.

### Hà Nam
Ngày 1 tháng 6 năm 2021, ông được điều động tới tỉnh Hà Nam, nhậm chức Bí thư Tỉnh ủy tỉnh Hà Nam, kế nhiệm Vương Quốc Sinh, lãnh đạo toàn diện tỉnh Hà Nam.